# غاليوتو مارزيو
غاليوتو مارزيو (بالألمانية: Galeotto Marzio ) (و. 1427 – 1497 م) هو عالم فلك، ومؤرخ ولد في نارني .
توفي في بوهيميا، عن عمر يناهز 70 عاماً.